# Amida (bön)
Amida (Amidah) eller shmone esre, är inom den rabbinska traditionen den mest kända bönen och en central del i den judiska gudstjänsten. Bönen sägs ha utformats under skrivaren Esras tid (cirka 444 f.Kr.). Amida kallas även för adertonbönen då den kan ha innehållit 18 välsignelser i sin ursprungliga form. Numera består den av 19 välsignelser med var sin lovprisning till Gud. I sin nuvarande form är bönen från cirka 100 e.Kr.